# Ocotea nigrita
Ocotea nigrita  es una especie de planta en la familia Lauraceae. Es un árbol o arbusto endémico de Guatemala que fue únicamente registrado en los departamentos de Alta Verapaz y Petén. Crece en selva tropical entre 200 a 300 m s. n. m.